# ليبي دافيسون
ليبي دافيسون (بالإنجليزية: Libby Davison)‏ هي ممثلة بريطانية، ولدت في 22 أغسطس 1966 في درم في المملكة المتحدة.

## أعمال

### مسلسلات
- ذا بيل

## وصلات خارجية
- ليبي دافيسون على موقع IMDb (الإنجليزية)
- ليبي دافيسون على موقع قاعدة بيانات الفيلم (الإنجليزية)